# Ataenius angulatus
Ataenius angulatus är en skalbaggsart som beskrevs av Rudolph Petrovitz 1964. Ataenius angulatus ingår i släktet Ataenius och familjen Aphodiidae. Inga underarter finns listade.